# Herb Chyloni
Herb Chyloni jest przykładem bardzo rzadko występującego w Polsce herbu dzielnicy miasta, która nie miała go w czasach gdy była ona oddzielną miejscowością. Przedstawia w polu czerwonym błękitna krzywaśń w lewo rozszerzająca się do dołu na niej koło wodne o sześciu dzwonach w kolorze brązowym. Czerwone tło nawiązuje do herbu Gdyni, błękitna krzywaśń symbolizuje rzekę Chylonkę, a koło wodne nawiązuje do młynów wodnych dawnej Chyloni.
Koncepcja powstania herbu dzielnicy rozpoczęła się od ogłoszenia konkursu przez Radę Dzielnicy Chylonia w pierwszym numerze Przeglądu Chylońskiego, w dniu 30 listopada 1999. Ogłoszenie wyników połączone z wernisażem "Wystawy Herb Chyloni" odbyło się 15 marca 2000 roku w filii nr 18 Miejskiej Biblioteki Publicznej przy ulicy Kartuskiej 20. Kapituła konkursu wybrała na herb Chyloni projekt Jakuba Atamana. Organizatorami i sponsorami wernisażu byli: Przegląd Chyloński, Stowarzyszenie  Popierania Inicjatyw  Społecznych, Szkoła Podstawowa nr 10, Gdyńskie Liceum Autorskie oraz agencja reklamowa Kastalia. Fundatorem nagród w konkursie był Aleksander Kuźmin senior – matematyk, informatyk, historyk, oraz heraldyk i sfragistyk, który był również członkiem jury.
Chylonia jest jedyną dzielnicą Gdyni, posiadającą swój oficjalny, zatwierdzony herb.

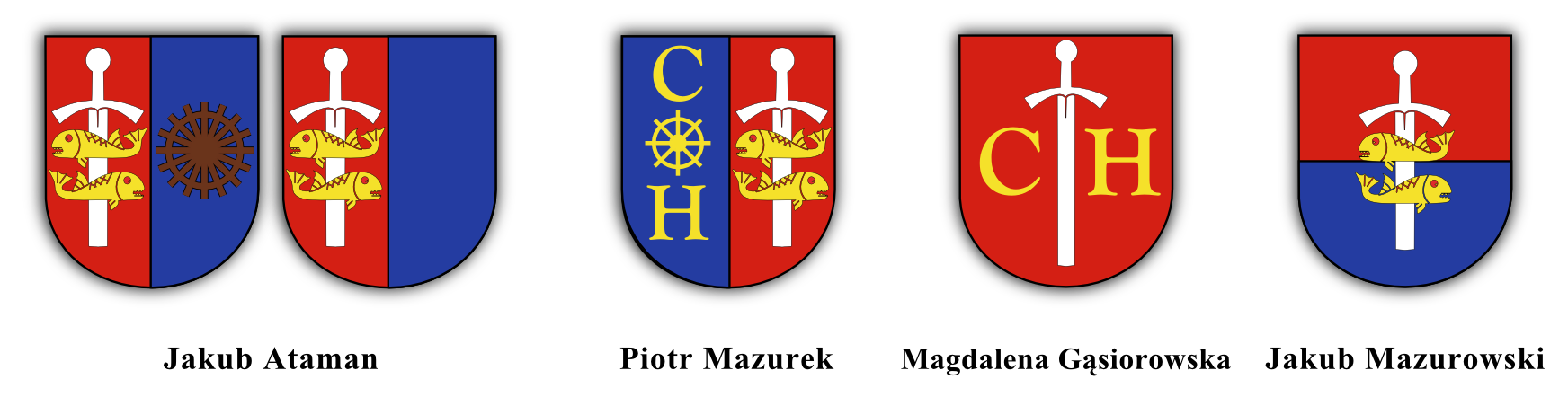
Wybrane prace konkursowe zgłoszone w konkursie na herb Chyloni